# Kim Bo-ram
Kim Bo-ram (kor. 김보람; * 9. April 1973 in Seoul) ist ein ehemaliger südkoreanischer Bogenschütze.

## Karriere
Kim Bo-ram nahm an den Olympischen Spielen 1996 in Atlanta teil, bei denen er im Einzel das Viertelfinale erreichte und den Wettbewerb auf dem fünften Platz abschloss. Im Mannschaftswettbewerb zog er mit dem südkoreanischen Team ins Finale ein. Dort unterlag sie den US-Amerikaner mit 249:251 und gewann damit Silber. Im Jahr darauf sicherte sich Kim in Victoria im Mannschaftswettbewerb den Weltmeistertitel. Bei den Weltmeisterschaften 1999 in Riom folgte eine Silbermedaille.